# Borgward BX7
La Borgward BX7 è un'autovettura prodotta dalla casa automobilistica sino-tedesca Borgward Group dal 2017 al 2021.

## Descrizione
È stata presentata per la prima volta al pubblico al Salone di Francoforte 2015.
Sono disponibili due livelli di allestimento, la BX7 28T e la BX7 TS. Le caratteristiche del modello TS includono un interno più rifinito, una diversa trama della griglia composto da diversi piccoli diamanti simili al logo Borgward e ruote più grandi.
Entrambe le versioni sono alimentate da un motore turbo a quattro cilindri in linea da 2,0 litri che eroga 225 cavalli. La potenza viene scaricata sulle quattro ruote tramite un cambio a convertitore di coppia a sei velocità prodotto dalla Aisin. 
La Borgward BX7 viene prodotto nello stabilimento della Foton a Pechino.